# 富加町立加治田小学校
富加町立加治田小学校 （とみかちょうりつ　かじたしょうがっこう）は、かつて岐阜県加茂郡富加町に存在した公立小学校。

## 概要
- 校区は加治田であり、旧・加茂郡加治田村の小学校であった。1975年、富田小学校に統合され、廃校[1]。
- 跡地は富加町東公民館となっている。また、この辺りは戦国時代の加治田城の城主屋敷跡の伝承地である。

## 沿革
- 1873年（明治6年）5月 - 加治田村に日新舎が開校。光宗寺[注釈 1]を仮校舎とする。
- 1877年（明治7年） - 共護義校に改称する。
- 1976年（明治9年） - 新築移転。
- 1879年（明治12年）9月 - 加治田学校に改称する。
- 1886年（明治19年） - 加治田尋常簡易科小学校に改称する。
- 1892年（明治25年） - 加治田尋常小学校に改称する。
- 1895年（明治28年） - 川小牧地区が大平賀村に編入される。川小牧地区の児童は大平賀村尋常小学校[注釈 2]へ転出する。
- 1901年（明治34年）4月 - 加治田尋常高等小学校に改称する。
- 1903年（明治36年） - 農業補習学校を併設する。
- 1906年（明治39年） - 校舎を増築。
- 1913年（大正2年）7月1日 - 富岡村の一部（川小牧）が加治田村に編入され、川小牧地区が校区に加わる。
- 1925年（大正14年） - 校舎を増築。
- 1926年（大正15年） - 青年訓練所を併設。
- 1935年（昭和10年） - 農業補習学校を廃止し、農業青年学校を併設。
- 1941年（昭和16年）4月1日 - 加治田国民学校に改称する。
- 1947年（昭和22年）
  - 4月1日 - 加治田村立加治田小学校に改称する。富田村・加治田村・加茂野村・伊深村の四ヶ村組合立中学校が開校。校舎不足のため、加治田地区の中学校生徒1・2年生は加治田小学校で授業を受ける。
  - 9月8日 - 富田村加治田村加茂野村伊深村四ヶ村組合立中学校から加茂野村と伊深村が離脱し、富田・加治田村組合立富加中学校となる。
- 1947年（昭和22年）8月12日 - 富加中学校校舎が増築され、加治田小学校で授業を受けていた中学校生徒は富加中学校に移る。
- 1954年（昭和29年）7月1日 - 富田村と加治田村が合併し、富加村が発足。同時に富加村立加治田小学校に改称する。
- 1961年（昭和36年）4月 - 校区が変更され、川小牧地区が加治田小学校から富田小学校に移る。
- 1973年（昭和48年） - 富田小学校と加治田小学校との統合が議決され、加治田小学校の廃校が決まる。
- 1974年（昭和49年）7月1日 - 町制施行により、富加町となる。同時に富加町立加治田小学校に改称する。
- 1975年（昭和50年）
  - 3月31日 - 富加町立富田小学校に統合され、廃校。
  - 4月1日 - 富田小学校が富加小学校に改称する。